# Заразиха
Зарази́ха (лат. Orobanche) — род растений-паразитов семейства Заразиховые (Orobanchaceae).

## Название
Научное название лат. Orobanche (оробанхе) встречается у Диоскорида и образовано, по всей видимости, от греческих корней др.-греч. ὄροβος (оробос — «горох» или вообще бобовое растение) и др.-греч. ἄγχω (анхо — «душить, давить»).
Народные названия — сосун, волчок и толстуха — связаны с ущербом, который представители рода наносят сельскохозяйственным культурам. 

## Ботаническое описание
Бесхлорофильные однолетние, двулетние или многолетние паразитические травы, 10—40 см высотой. Имеют светло-бурую, желтоватую, розоватую или синеватую окраску. Стебли вздутые у основания, мясистые, прямостоячие, с чешуевидными листьями, расположенными по спирали.
Корни превращены в гаустории, присасывающиеся к корням растений-хозяев. По другим источникам, заразиха не присасывается к корню хозяина какими-либо присосками, а срастается с ним основанием своего стебля.
Цветки очень неправильные; заднего чашелистика часто не бывает, а остальные срастаются своими боками попарно. Соцветие верхушечное, колосовидное, кистевидное или метёлковидное, редко цветки одиночные.
Формула цветка: {\displaystyle \uparrow K_{2}\;C_{(4)}\;A_{4}\;G_{({\underline {2}})}}. 

Плод — одногнёздная, многосемянная (до 2 тысяч семян), яйцевидная или эллипсоидальная коробочка. Семена чрезвычайно мелкие; зародыш неразвит: в нём нет ни семядолей, ни других органов.

## Распространение и экология
Ареал рода — Европа, Азия и Африка.
Виды заразихи живут на корнях разнообразных растений, преимущественно из семейства Бобовые, иногда причиняют своим хозяевам большой вред; так, например, подсолнечнику, на корнях которого паразитирует Orobanche cumana Wallr., гороху, на корнях которого растёт Orobanche speciosa Dec., табаку и конопле — Заразиха ветвистая (Orobanche ramosa L.).

## Хозяйственное применение
В книге II Диоскорида «De materia medica» под номером 171, кроме описания заразихи, есть следующее примечание:

Употребляется в пищу в сыром и варёном виде как овощ, едят из глиняной посуды как спаржу. Если добавить к бобовым во время варки, то, похоже, бобы развариваются быстрее.

## Классификация

### Таксономическое положение
- Orobanche L., 1753, Sp. Pl. : 632

Род Заразиха включается в семейство Заразиховые (Orobanchaceae) порядка Ясноткоцветные (Lamiales) последовательно входящего в более крупные клады Ламииды → Астериды → Суперастериды → Эвдикоты → Цветковые растения. Таксономическая схема в соответствии с Системой APG IV по состоянию на декабрь 2023 года:
|  |                          |  |                                   |                                   |                       |  | еще 23 семейства |              |              |                                                                  |
|  |                          |  |                                   |                                   |                       |  |                  |              |              | 204 подтвержденных вида и 51 таксон в статусе "неподтвержденных" |
|  |                          |  |                                   | порядок Ясноткоцветные            |                       |  |                  |              | род Заразиха |                                                                  |
|  |                          |  |                                   | порядок Ясноткоцветные            |                       |  |                  |              | род Заразиха |                                                                  |
|  | клада Цветковые растения |  |                                   |                                   | семейство Заразиховые |  |                  |              |              |                                                                  |
|  | клада Цветковые растения |  |                                   |                                   |                       |  |                  |              |              |                                                                  |
|  |                          |  | ещё 63 порядка цветковых растений | ещё 63 порядка цветковых растений |                       |  |                  | еще 98 родов | еще 98 родов |                                                                  |
|  |                          |  |                                   | ещё 63 порядка цветковых растений |                       |  |                  |              | еще 98 родов |                                                                  |

## Виды
Некоторые из них:
- Orobanche aegyptiaca Pers. — Заразиха египетская
- Orobanche alba Stephan — Заразиха белая
- Orobanche alsatica Kirschl. — Заразиха эльзасская
- Orobanche amoena C.A.Mey. — Заразиха прелестная
- Orobanche bartlingii Griseb. — Заразиха Бартлинга
- Orobanche caesia Rchb. — Заразиха голубая
- Orobanche californica Cham. & Schltdl.
- Orobanche caryophyllacea Sm. — Заразиха гвоздичная
- Orobanche cernua Loefl. — Заразиха поникшая
- Orobanche coerulescens Stephan ex Willd. — Заразиха синеватая
- Orobanche crenata Forssk. — Заразиха городчатая
- Orobanche cumana Wallr. — Заразиха кумская, или Заразиха подсолнечная
- Orobanche elatior Sutton — Заразиха высокая, или Заразиха большая
- Orobanche grenieri F.W.Schultz
- Orobanche kelleri Novopokr. — Заразиха Келлера
- Orobanche lutea Baumg. — Заразиха жёлтая, или Заразиха люцерновая
- Orobanche mutelii F.W.Schultz — Заразиха Мутеля
- Orobanche pallidiflora Wimm. & Grab. — Заразиха бледноцветковая
- Orobanche picridis F.W.Schultz — Заразиха горчаковая
- Orobanche ramosa L. — Заразиха ветвистая

### Синонимы
- Aphyllon Mitch.
- Boulardia F.W.Schultz
- Catodiacrum Dulac
- Ceratocalyx Coss.
- Chorobanche C.Presl
- Gymnocaulis (Nutt.) Nutt.
- Kopsia Dumort.
- Loxanthes Raf.
- Myzorrhiza Phil.
- Necranthus Gilli
- Orobanchella Piwow., M.Nobis & Madeja
- Phelipaea Tourn. ex Desf.
- Phelipanche Pomel
- Platypholis Maxim.
- Thalesia Raf. ex Britton